# Newstead Zimba
Newstead Lewis Zimba (* 9. Februar 1937 in Lundazi; † 22. Juni 2021 in Lusaka) war ein sambischer Gewerkschafter, Politiker und Diplomat.

## Leben
Newstead Zimba besuchte von 1950 bis 1956 die Eliphase Elementary School, Mankaka Primary School, Mwase Middle School und Chasefu Upper School und 1957 die Katete Secondary School. In Katete absolvierte er eine Lehrerausbildung und unterrichtete danach an der Kaloko Primary School (1959), Fibobe Primary School (1962) und schließlich an der Ndola Main School (1965), wo er 1967 Schulleiter wurde.
Zimba trat 1960 der United National Independence Party und 1962 der Lehrergewerkschaft National Union of Teachers (NUT) bei. Ab 1971 war er in Vollzeit als Präsident der NUT tätig. Im gleichen Jahr wurde er zudem amtierender Präsident (acting president) des sambischen Gewerkschaftsverbandes Zambia Congress of Trade Unions (ZCTU).
Ab 1974 war Zimba Generalsekretär des Zambia Congress of Trade Unions. Mit Frederick Chiluba gehörte er zu jenen Gewerkschaftsführern, die von Kenneth Kaunda im Juli 1981 unter dem Vorwurf des Putschversuches inhaftiert wurden, nachdem der zweite Streik innerhalb von sechs Monaten die Kupfer- und Kobaltindustrie Sambias lahmgelegt hatte. 
Zimba gehörte dem Movement for Multiparty Democracy an, das bei den Wahlen in Sambia 1991 der Einparteienherrschaft der UNIP endgültig ein Ende setzte. Nach dem Wahlsieg 1991 wurde er Innenminister (Minister of Home Affairs) in der Regierung von Präsident Frederick Chiluba, der ihn nach den Wahlen 1996 zum Minister für Arbeit und Soziale Sicherheit berief. Im September 1998 übernahm er im Zuge einer Kabinettsumbildung das Ressort als Minister für Information und Medien.
Unter Präsident Levy Mwanawasa erfolgte 2003 seine Akkreditierung als sambischer Botschafter in Schweden. Vom 23. März 2006 bis 2007 war er High Commissioner für Sambia in Kanada, der erste, nachdem Sambia seine Botschaft in Ottawa 1995 im Zuge von Sparmaßnahmen geschlossen hatte – wie auch die in Frankreich und Italien.
Newstead Zimba war seit 1993 in zweiter Ehe mit Naomi, geborene Mbewe, verheiratet. Das Ehepaar hatte drei gemeinsame Kinder und ließ sich 2013 scheiden.
Zimba starb 2021 im Maina Soko Medical Centre in Lusaka.